# Gaukönigshofen
Gaukönigshofen è un comune tedesco di 2 401 abitanti, situato nel land della Baviera.